# يانغ يي
يانغ يي (بالصينية: 杨逸)‏ (18 يونيو 1964 في هاربن - ) روائية، وكاتِبة من الصين.

## الجوائز
- جائزة أكوتاغاوا"芥川賞受賞者一覧｜公益財団法人日本文学振興会". مؤرشف من الأصل في 2019-03-15.